# Anacronicta
Anacronicta is een geslacht van vlinders van de familie Uilen (Noctuidae), uit de onderfamilie Pantheinae.

## Soorten
- A. caliginea Butler, 1881
- A. flavala Moore, 1867
- A. fuscipennis Warren, 1912
- A. infausta Walker, 1856
- A. nitida Butler, 1878
- A. obscura Leech, 1900
- A. okinawensis Sugi, 1970
- A. pallidipennis Warren, 1912
- A. plumbea Butler, 1881
- A. sumatrana Kobes, 1985